# سيتشوان فاو تويوتا للسيارات
سيتشوان فاو تويوتا للسيارات هي شركة تصنيع سيارات مقرها في مدينة تشنغدو بمقاطعة سيتشوان بالصين تأسست في 16 أبريل 1997. وهي مشروع مشترك بين شركة تويوتا للسيارات ومجموعة فاو لإنتاج أول سيارة تويوتا بريوس الهجينة خارج اليابان. يوجد حاليًا فرعين آخرين ضمن مشروعي فاو و تويوتا المشتركين وهما مدينة تشانغتشون ومقاطعة جيلين وآخر في تيانجين حيث يتم تقاسمها مع علامة Xiali التجارية.

## روابط خارجية
- الموقع الرسمي